# Sergio Martínez Maldonado
Sergio Martínez Maldonado (* 28. Oktober 1965 in Mexiko-Stadt) ist ein ehemaliger mexikanischer Fußballspieler auf der Position eines Verteidigers.

## Laufbahn
Martínez stand während der 1990er Jahre beim Club León unter Vertrag. Sein Debüt in der mexikanischen Primera División gab er am 15. September 1991 in einem Heimspiel gegen  Santos Laguna, das 1:1 endete. Es war zugleich der erste Spieltag der Saison 1991/92, an deren Ende die Esmeraldas ihren ersten Meistertitel nach 36 Jahren und ihren insgesamt Fünften gewannen.
Sein erstes Tor in der höchsten mexikanischen Spielklasse erzielte Martínez am 20. September 1992 in einem Heimspiel gegen den Club Universidad de Guadalajara, in dem er den spielentscheidenden Treffer zum 1:0-Endstand in der 38. Minute per Elfmeter erzielte. Nachdem er auch im darauffolgenden Heimspiel gegen den Puebla FC (2:1) ein Elfmetertor erzielt hatte, war er am 14. März 1993 im Heimspiel gegen den CF Monterrey (3:2) erstmals mit einem Feldtor erfolgreich, das er per Kopfball erzielt hatte. Die Saison 1992/93 war jedoch die Einzige, in der Martínez mehr als ein Tor erzielte. In den nächsten Jahren war er maximal einmal pro Saison erfolgreich. 
Sein letztes Spiel für den Club León bestritt Martínez am 19. April 2000 bei den Tecos de la UAG, das durch zwei Elfmetertore des Uruguayers Sebastián Abreu 0:2 verloren wurde. Insgesamt hatte Martínez für den Club León in neun Jahren 187 Erstligaeinsätze absolviert und dabei sechs Tore erzielt. 
Nach seiner aktiven Laufbahn begann Martínez eine Trainertätigkeit und war unter anderem von 2011 bis 2014 als Assistenztrainer bei seinem ehemaligen Verein im Einsatz, mit dem er sich in der Saison 2011/12 nach zehnjähriger Abstinenz über die Rückkehr in die höchste Liga und in der Saison 2013/14 über den sechsten und siebten Meistertitel in der Vereinsgeschichte der Esmeraldas freuen durfte.

## Erfolge
- Mexikanischer Meister: 1991/92